# Lê Duy Ứng
Lê Duy Ứng (sinh ngày 8 tháng 7 năm 1947) là đại tá Quân đội nhân dân Việt Nam, họa sĩ, nhà điêu khắc, Anh hùng Lực lượng vũ trang nhân dân của Việt Nam. Ông nổi tiếng vì đã vẽ chân dung chủ tịch Hồ Chí Minh bằng máu của mình khi đã bị thương mù cả hai mắt ngay trên chiến trường.

## Cuộc đời
Lê Duy Ứng sinh ngày 8 tháng 7 năm 1947 tại thôn Cổ Hiền, xã Hiền Ninh, huyện Quảng Ninh, tỉnh Quảng Bình. Cha ông là họa sĩ, nhà báo Lê Yến. Ông bắt đầu học vẽ từ nhỏ dưới sự dìu dắt của cha và người thầy là nhà giáo ưu tú Bùi Đình Sơn. Năm lớp 4, ông đã có phòng triển lãm tranh riêng mang tên "Xấu nên tránh, tốt nên làm" ở huyện Quảng Ninh.
Tháng 9 năm 1971, khi đang là sinh viên năm thứ 3 trường Đại học Mỹ thuật Hà Nội, ông tham gia Quân đội nhân dân Việt Nam. Ông làm chiến sĩ trinh sát thuộc đại đội 20, tiểu đoàn 2, trung đoàn 101, sư đoàn 325, Quân đoàn 2.
Năm 1972 ông tham gia chiến đấu ở chiến trường Quảng Trị. Ông giữ chức trợ lý Ban Tuyên huấn Trung đoàn 101. Ở thị xã Đông Hà, ông đã quen và yêu một cô gái thanh niên xung phong người Hà Nội tên là Trần Thị Lê (20 tuổi), người mà sau này sẽ là vợ của ông.
Sau khi giải phóng thành cổ Quảng Trị, đơn vị ông đánh vào Cửa Việt năm 1973. Tại trận này, ông vẽ bức tranh "Chiến thắng Cửa Việt" và tặng cho đại tướng Lê Trọng Tấn, Tư lệnh Sư đoàn 312, Tổng Tham mưu trưởng Quân đội nhân dân Việt Nam.
Sau chiến thắng Cửa Việt, ông làm cán bộ tuyên huấn Sư đoàn 325.
Ngày 17 tháng 5 năm 1974, ông về làm trợ lý tuyên huấn Quân đoàn 2, tiến vào giải phóng Sài Gòn. Nhiệm vụ của ông là chụp ảnh và ký họa chiến tranh.
Ngày 28 tháng 4 năm 1975, khi còn cách cửa ngõ Sài Gòn 30 km, tại căn cứ Nước Trong (một căn cứ của Quân đội Việt Nam Cộng hòa ở Long Thành, Đồng Nai), ông bị thương hỏng hai mắt và ngất đi vì trúng đạn súng chống tăng của Quân đội Việt Nam Cộng hòa. Trong lúc nguy kịch, sau khi tỉnh lại, nghĩ rằng mình sắp chết, ngay trên tháp xe tăng 847 đang bốc cháy, ông đã mò mẫm trong đêm tối dùng ngón tay làm bút chấm máu chảy ra từ đôi mắt bị thương của mình để vẽ nên bức chân dung chủ tịch Hồ Chí Minh với nền là lá cờ Tổ quốc và cờ Đảng Cộng sản Việt Nam, phía dưới ghi đậm dòng chữ "Ánh sáng niềm tin/Con nguyện dâng Người tuổi thanh xuân" và lại ngất đi. Bức tranh này hiện đang được trưng bày tại Bảo tàng Hồ Chí Minh.
Cuối năm 1975, ông điều trị tại Bệnh viện Trung ương Quân đội 108. Vì là họa sĩ mà bị mù, ông trở nên chán nản, may nhờ bác sĩ Đào Xuân Trà động viên, ông đã chuyển qua điêu khắc.
Sau hơn 7 năm sống trong mù lòa, ngày 14 tháng 10 năm 1982, ông được giáo sư, bác sĩ Nguyễn Trọng Nhân cấy ghép giác mạc thành công và ông đã nhìn thấy trở lại, tuy thị lực chỉ được 5/10 và mắt phải bị mù vĩnh viễn.
Năm 1983, ông vẽ tranh trở lại phục vụ quân đội.
Năm 2005, khi ông đang làm việc ở Bảo tàng Lịch sử Quân sự Việt Nam đôi mắt ông mờ dần có nguy cơ mù hẳn. Ông được tài trợ đi chữa mắt ở Nhật Bản. Năm 2006, mắt ông đã sáng trở lại. Nhưng vì vết thương cũ tái phát, nên từ năm 2012 mắt ông chỉ có thể phân biệt được sáng tối.

## Gia đình
Vợ ông là bà Trần Thị Lê, một người Hà Nội, sinh năm 1952. Hai người kết hôn ngày 19 tháng 9 năm 1976. Họ có một con trai tên là Lê Đông Hà sinh năm 1977, phóng viên báo Quân đội nhân dân, và một con gái tên là Thu Hà sinh năm 1982.

## Danh hiệu, giải thưởng
- Anh hùng Lực lượng vũ trang nhân dân, thụ phong ngày 30 tháng 10 năm 2013.[1][8]
- 3 Huân chương Chiến công[8]
- 3 Huân chương Chiến sĩ vẻ vang[8]
- Huy chương Quân kỳ quyết thắng[8]

## Tác phẩm

### Tranh
- 3000 bức chân dung chủ tịch Hồ Chí Minh[9]
- 1000 bức chân dung đại tướng Võ Nguyên Giáp[10]
- 10 tranh sơn dầu khổ lớn[1]
- Bức tranh Lòng dân
- Chiến thắng Cửa Việt (vẽ năm 1973)[1]
- Hơn 200 tranh ký họa, tiêu biểu như Tượng Bác trên đỉnh Trường Sơn, Đại tướng Võ Nguyên Giáp, Hướng về miền Nam [5]
- "Bác Hồ với thiếu nhi", "Tội ác của Mỹ - ngụy với nhân dân Quảng Trị"[1]
- Bức "Chèo chống" ông vẽ tặng vợ năm 1983, đã bán cho một nhà sưu tập ngoại quốc giá 1000 USD.[6]

### Tượng
- 50 bức tượng bằng đất ông nặn trong lúc bị mù[1]
- 200 tác phẩm điêu khắc[4]